# Tennis Borussia Berlin 1977-1978
Questa voce raccoglie le informazioni riguardanti il Tennis Borussia Berlino nelle competizioni ufficiali della stagione 1977-1978.

## Stagione
Nella stagione 1977-1978 il Tennis Borussia Berlino, allenato da Rudi Faßnacht e Klaus Basikow, concluse il campionato di 2. Bundesliga al 10º posto. In Coppa di Germania il Tennis Borussia Berlino fu eliminato al secondo turno dal Westfalia Herne.

## Rosa
| N. |                      | Ruolo | Calciatore          |
| -- | -------------------- | ----- | ------------------- |
|    | Germania (bandiera)  | P     | Gerhard Welz        |
|    | Germania (bandiera)  | D     | Hans-Jürgen Baake   |
|    | Germania (bandiera)  | D     | Klaus-Peter Hanisch |
|    | Germania (bandiera)  | D     | Hans-Georg Kraus    |
|    | Germania (bandiera)  | D     | Ernst Savkovic      |
|    | Germania (bandiera)  | D     | Reinhard Schmitz    |
|    | Germania (bandiera)  | D     | Hans Sprenger       |
|    | Germania (bandiera)  | C     | Winfried Berkemeier |
|    | Danimarca (bandiera) | C     | Allan Hansen        |

| N. |                     | Ruolo | Calciatore          |
| -- | ------------------- | ----- | ------------------- |
|    | Germania (bandiera) | C     | Herbert Heidenreich |
|    | Germania (bandiera) | C     | Dieter Hochheimer   |
|    | Germania (bandiera) | C     | Michael Rührmund    |
|    | Germania (bandiera) | C     | Lothar Schneider    |
|    | Germania (bandiera) | C     | Jürgen Schulz       |
|    | Germania (bandiera) | C     | Michael Zimmer      |
|    | Germania (bandiera) | A     | Detlef Bruckhoff    |
|    | Germania (bandiera) | A     | Heinz-Josef Kehr    |
|    | Germania (bandiera) | A     | Winfried Stradt     |

## Organigramma societario
Area tecnica
- Allenatore: Klaus Basikow, Fritz Schollmeyer
- Allenatore in seconda:
- Preparatore dei portieri:
- Preparatori atletici:

## Calciomercato

### Sessione estiva
| Acquisti | Acquisti            | Acquisti             | Acquisti |
| R.       | Nome                | da                   | Modalità |
| -------- | ------------------- | -------------------- | -------- |
| C        | Herbert Heidenreich | Borussia M'gladbach  |          |
| A        | Heinz-Josef Kehr    | Alemannia Aquisgrana |          |
| P        | Gerhard Welz        | Preußen Münster      |          |

| Cessioni | Cessioni           | Cessioni       | Cessioni |
| R.       | Nome               | a              | Modalità |
| -------- | ------------------ | -------------- | -------- |
| A        | Karlheinz Subklewe | Homburg        |          |
| P        | Hubert Birkenmeier | Freiburger     |          |
| P        | Volkmar Groß       | Schalke 04     |          |
| D        | Ditmar Jakobs      | Duisburg       |          |
| A        | Benny Wendt        | Kaiserslautern |          |

### Sessione invernale
| Acquisti | Acquisti     | Acquisti | Acquisti |
| R.       | Nome         | da       | Modalità |
| -------- | ------------ | -------- | -------- |
| C        | Allan Hansen | Odense   |          |

| Cessioni | Cessioni | Cessioni | Cessioni |
| R.       | Nome     | a        | Modalità |
| -------- | -------- | -------- | -------- |

## Risultati

### 2. Bundesliga

#### Girone di andata
| Arbitro: | Schütte |

|                              |           |  |
| Raschid 26’ Wloka 54’ (rig.) | Marcatori |  |

| Arbitro: | Wahmann |

|                        |           |                         |
| Kehr 4’ Berkemeier 89’ | Marcatori | 16’ Montanes 21’ Breuer |

| Osnabrück 17 agosto 1977 3ª giornata | Osnabrück | 0 – 0 referto | TeBe Berlino | Stadion an der Bremer Brücke (5 000 spett.)\| Arbitro: \| Risse \| |
| Arbitro:                             | Risse     |               |              |                                                                    |

| Arbitro: | Eggers |

|                              |           |                         |
| Hochheimer 67’ Kehr 69’, 83’ | Marcatori | 31’ Pallaks 89’ Flüshöh |

| Arbitro: | Kornrumpf |

|                                   |           |  |
| Stradt 27’ Kehr 35’ Schneider 61’ | Marcatori |  |

| Münster 2 settembre 1977 6ª giornata | Preußen Münster | 0 – 0 referto | TeBe Berlino | Preußenstadion (20 000 spett.)\| Arbitro: \| Jensen \| |
| Arbitro:                             | Jensen          |               |              |                                                        |

| Arbitro: | Barnick |

|                                     |           |                       |
| Stradt 8’ Hochheimer 51’ Schulz 88’ | Marcatori | 36’ Kulik 73’ Lüttges |

| Arbitro: | Reichmann |

|                        |           |                                  |
| Priewe 29’, 59’ (rig.) | Marcatori | 55’ Hochheimer 79’ (rig.) Stradt |

| Arbitro: | Horeis |

|                    |           |             |
| Baake 15’ Kehr 90’ | Marcatori | 76’ Ochmann |

| Arbitro: | Burgers |

|                                                         |           |               |
| Moors 33’ Schröder 34’ Peitsch 65’ (rig.) Schilling 78’ | Marcatori | 20’ Schneider |

| Arbitro: | Assenmacher |

|                   |           |  |
| Klimke 47’ (aut.) | Marcatori |  |

| Arbitro: | Kaiser |

|             |           |            |
| Pröpper 90’ | Marcatori | 35’ Schulz |

| Arbitro: | Boe |

|           |           |                                    |
| Baake 64’ | Marcatori | 57’ Albert 61’ Baylon 68’ Campbell |

| Arbitro: | Barnick |

|                                     |           |                      |
| Ohling 10’ Trenke 52’ Rogoznica 75’ | Marcatori | 39’, 45’, 65’ Stradt |

| Arbitro: | Kopka |

|          |           |  |
| Kehr 79’ | Marcatori |  |

| Arbitro: | Wuttke |

|                           |           |                |
| Jürgens 5’ Offermanns 47’ | Marcatori | 86’ Hochheimer |

| Arbitro: | Milkert |

|                                                     |           |  |
| Kehr 7’, 36’, 56’ Schneider 52’, 87’ Berkemeier 55’ | Marcatori |  |

| Arbitro: | Retzmann |

|                                  |           |                          |
| Hrubesch 23’, 63’, 82’ Ehmke 45’ | Marcatori | 46’, 49’ Stradt 71’ Kehr |

| Arbitro: | Filipiak |

|         |           |  |
| Kehr 4’ | Marcatori |  |

#### Girone di ritorno
| Arbitro: | Zittrich |

|         |           |            |
| Kehr 9’ | Marcatori | 85’ Funkel |

| Arbitro: | Uhlig |

|                   |           |                                      |
| Reuter 59’ (rig.) | Marcatori | 12’, 84’ Heidenreich 17’, 90’ Stradt |

| Berlino 20 gennaio 1978 22ª giornata | TeBe Berlino | 0 – 0 referto | Osnabrück | Stadio Olimpico (3 631 spett.)\| Arbitro: \| Wichmann \| |
| Arbitro:                             | Wichmann     |               |           |                                                          |

| Arbitro: | Kohnen |

|              |           |           |
| Wehmeier 86’ | Marcatori | 6’ Stradt |

| Arbitro: | Osmers |

|                           |           |  |
| Höfer 55’ (rig.) Lenz 56’ | Marcatori |  |

| Arbitro: | Eschweiler |

|                |           |                 |
| Berkemeier 22’ | Marcatori | 31’, 56’ Kaczor |

| Arbitro: | Wahmann |

|                |           |  |
| Pagelsdorf 82’ | Marcatori |  |

| Arbitro: | Lins |

|          |           |  |
| Kehr 72’ | Marcatori |  |

| Arbitro: | Horstmann |

|                       |           |  |
| Bals 43’ Sinnigen 58’ | Marcatori |  |

| Arbitro: | Horeis |

|                         |           |                            |
| Kehr 6’, 57’ Stradt 52’ | Marcatori | 36’ Schröder 44’ Sackewitz |

| Arbitro: | Filipiak |

|                                                |           |                      |
| Babington 49’ Bruns 63’ (rig.), 78’ Hammes 73’ | Marcatori | 10’, 86’ Heidenreich |

| Berlino 1º aprile 1978 31ª giornata | TeBe Berlino | 0 – 0 referto | Wuppertal | Stadio Olimpico (2 300 spett.)\| Arbitro: \| Gabriel \| |
| Arbitro:                            | Gabriel      |               |           |                                                         |

| Arbitro: | Broska |

|                      |           |                |
| Müller 45’ Graul 62’ | Marcatori | 44’ Berkemeier |

| Arbitro: | Möller |

|                                    |           |               |
| Stradt 50’ Kehr 82’ Berkemeier 85’ | Marcatori | 68’ Rogoznica |

| Arbitro: | Wuttke |

|                             |           |          |
| Herzog 49’ Baake 57’ (aut.) | Marcatori | 35’ Kehr |

| Arbitro: | Leyding |

|                |           |                 |
| Hochheimer 20’ | Marcatori | 42’ Clute-Simon |

| Arbitro: | Horeis |

|            |           |          |
| Wallek 28’ | Marcatori | 61’ Kehr |

| Arbitro: | Barnick |

|             |           |                       |
| Schmitz 37’ | Marcatori | 23’ Mill 33’ Hrubesch |

| Arbitro: | Barnick |

|                                            |           |                      |
| Runge 69’, 81’ Montelett 75’ Nabrotzki 86’ | Marcatori | 21’, 52’, 78’ Stradt |

### Coppa di Germania
| Arbitro: | Jensen |

|  |           |                             |
|  | Marcatori | 59’ (rig.) Stradt 87’ Baake |

| Arbitro: | Roth |

|                |           |                           |
| Hochheimer 82’ | Marcatori | 17’, 59’ Bals 67’ Ochmann |

## Statistiche

### Statistiche di squadra
| Competizione      | Punti | In casa | In casa | In casa | In casa | In casa | In casa | In trasferta | In trasferta | In trasferta | In trasferta | In trasferta | In trasferta | Totale | Totale | Totale | Totale | Totale | Totale | DR |
| Competizione      | Punti | G       | V       | N       | P       | Gf      | Gs      | G            | V            | N            | P            | Gf           | Gs           | G      | V      | N      | P      | Gf     | Gs     | DR |
| ----------------- | ----- | ------- | ------- | ------- | ------- | ------- | ------- | ------------ | ------------ | ------------ | ------------ | ------------ | ------------ | ------ | ------ | ------ | ------ | ------ | ------ | -- |
| 2. Bundesliga     | 36    | 19      | 11      | 5       | 3       | 34      | 19      | 19           | 1            | 7            | 11           | 24           | 38           | 38     | 12     | 12     | 14     | 58     | 57     | +1 |
| Coppa di Germania | -     | 1       | 0       | 0       | 1       | 1       | 3       | 1            | 1            | 0            | 0            | 2            | 0            | 2      | 1      | 0      | 1      | 3      | 3      | 0  |
| Totale            | 36    | 20      | 11      | 5       | 4       | 35      | 22      | 20           | 2            | 7            | 11           | 26           | 38           | 40     | 13     | 12     | 15     | 61     | 60     | +1 |

### Andamento in campionato
| Giornata  | 1  | 2  | 3  | 4  | 5 | 6 | 7 | 8 | 9 | 10 | 11 | 12 | 13 | 14 | 15 | 16 | 17 | 18 | 19 | 20 | 21 | 22 | 23 | 24 | 25 | 26 | 27 | 28 | 29 | 30 | 31 | 32 | 33 | 34 | 35 | 36 | 37 | 38 |
| --------- | -- | -- | -- | -- | - | - | - | - | - | -- | -- | -- | -- | -- | -- | -- | -- | -- | -- | -- | -- | -- | -- | -- | -- | -- | -- | -- | -- | -- | -- | -- | -- | -- | -- | -- | -- | -- |
| Luogo     | T  | C  | T  | C  | C | T | C | T | C | T  | C  | T  | C  | T  | C  | T  | C  | T  | C  | C  | T  | C  | T  | T  | C  | T  | C  | T  | C  | T  | C  | T  | C  | T  | C  | T  | C  | T  |
| Risultato | P  | N  | N  | V  | V | N | V | N | V | P  | V  | N  | P  | N  | V  | P  | V  | P  | V  | N  | V  | N  | N  | P  | P  | P  | V  | P  | V  | P  | N  | P  | V  | P  | N  | N  | P  | P  |
| Posizione | 19 | 16 | 15 | 11 | 7 | 9 | 5 | 5 | 3 | 7  | 5  | 5  | 8  | 7  | 6  | 8  | 7  | 7  | 6  | 7  | 6  | 6  | 6  | 7  | 9  | 9  | 9  | 9  | 9  | 9  | 9  | 9  | 9  | 9  | 9  | 9  | 10 | 10 |

Legenda:

Luogo: C = Casa; T = Trasferta. Risultato: V = Vittoria; N = Pareggio; P = Sconfitta.

### Statistiche dei giocatori
| Giocatore      | 2. Bundesliga | 2. Bundesliga | 2. Bundesliga | 2. Bundesliga | Coppa di Germania | Coppa di Germania | Coppa di Germania | Coppa di Germania | Totale   | Totale | Totale      | Totale     |
| Giocatore      | Presenze      | Reti          | Ammonizioni   | Espulsioni    | Presenze          | Reti              | Ammonizioni       | Espulsioni        | Presenze | Reti   | Ammonizioni | Espulsioni |
| -------------- | ------------- | ------------- | ------------- | ------------- | ----------------- | ----------------- | ----------------- | ----------------- | -------- | ------ | ----------- | ---------- |
| H. Baake       | 38            | 2             | 3             | 0             | 2                 | 1                 | 0                 | 0                 | 40       | 3      | 3           | 0          |
| W. Berkemeier  | 34            | 5             | 3             | 0             | 2                 | 0                 | 0                 | 0                 | 36       | 5      | 3           | 0          |
| D. Bruckhoff   | 13            | 0             | 1             | 0             | 1                 | 0                 | 0                 | 0                 | 14       | 0      | 1           | 0          |
| K. Hanisch     | 1             | 0             | 0             | 0             | 0                 | 0                 | 0                 | 0                 | 1        | 0      | 0           | 0          |
| A. Hansen      | 13            | 0             | 0             | 0             | 0                 | 0                 | 0                 | 0                 | 13       | 0      | 0           | 0          |
| H. Heidenreich | 23            | 4             | 3             | 0             | 0                 | 0                 | 0                 | 0                 | 23       | 4      | 3           | 0          |
| D. Hochheimer  | 38            | 5             | 2             | 0             | 2                 | 1                 | 0                 | 0                 | 40       | 6      | 2           | 0          |
| H. Kehr        | 32            | 18            | 5             | 1             | 2                 | 0                 | 0                 | 0                 | 34       | 18     | 5           | 1          |
| H. Kraus       | 20            | 0             | 3             | 1             | 0                 | 0                 | 0                 | 0                 | 20       | 0      | 3           | 1          |
| M. Rührmund    | 1             | 0             | 0             | 0             | 0                 | 0                 | 0                 | 0                 | 1        | 0      | 0           | 0          |
| E. Savkovic    | 13            | 0             | 0             | 1             | 1                 | 0                 | 0                 | 0                 | 14       | 0      | 0           | 1          |
| R. Schmitz     | 37            | 1             | 4             | 0             | 2                 | 0                 | 0                 | 0                 | 39       | 1      | 4           | 0          |
| L. Schneider   | 35            | 4             | 3             | 0             | 2                 | 0                 | 0                 | 0                 | 37       | 4      | 3           | 0          |
| J. Schulz      | 38            | 2             | 2             | 0             | 2                 | 0                 | 0                 | 0                 | 40       | 2      | 2           | 0          |
| H. Sprenger    | 34            | 0             | 7             | 0             | 2                 | 0                 | 0                 | 0                 | 36       | 0      | 7           | 0          |
| W. Stradt      | 35            | 16            | 1             | 1             | 2                 | 1                 | 0                 | 0                 | 37       | 17     | 1           | 1          |
| K. Subklewe    | 4             | 0             | 0             | 0             | 1                 | 0                 | 0                 | 0                 | 5        | 0      | 0           | 0          |
| G. Welz        | 38            | 0             | 2             | 0             | 2                 | 0                 | 0                 | 0                 | 40       | 0      | 2           | 0          |
| M. Zimmer      | 17            | 0             | 0             | 0             | 1                 | 0                 | 0                 | 0                 | 18       | 0      | 0           | 0          |